# Binnen (Marco Borsato)
Binnen is een single van Marco Borsato uit 1999, afkomstig van het album Luid en duidelijk. Het nummer werd Alarmschijf en stond 14 weken in de Nederlandse Top 40, waarvan drie weken op nummer 1. Het nummer kwam hier met kerst 1999 op 1 en was vervolgens de eerste nummer-1 hit van het nieuwe millennium.
In de Mega Top 100 stond de single 19 weken genoteerd, waarvan 2 weken op de eerste plaats. In de Top 100 van 1999, gebaseerd op verkoop, stond het op #83.
Het nummer was door John Ewbank in het Engels geschreven en niet specifiek bedoeld voor Borsato. Toen hij het hoorde, wilde hij het erg graag uitbrengen. Binnen gaat over het verliefd zijn op een bepaald persoon.
Persoonlijk voor Borsato was deze single een belangrijke stap. Nadat de organisatie van een concert ter gelegenheid van de millenniumwisseling in de Amsterdam ArenA compleet mislukte, herbevestigde het succes van Binnen dat zijn fans nog niet Borsato-moe waren.

## Videoclip
De videoclip van Binnen werd opgenomen in Pakhuismeesteren in Rotterdam. In het pakhuis houdt Borsato samen met zijn bandleden een repetitie. Er wordt ook gevoetbald. Later staat Borsato met zijn band op te treden op het dak van het pakhuis. Van alle kanten stroomt publiek toe, dat uitmondt in een jubelende massa.

## Hitnoteringen

### Nederlandse Top 40
| Hitnotering: 27-11-1999 t/m 04-03-2000 | Hitnotering: 27-11-1999 t/m 04-03-2000 | Hitnotering: 27-11-1999 t/m 04-03-2000 | Hitnotering: 27-11-1999 t/m 04-03-2000 | Hitnotering: 27-11-1999 t/m 04-03-2000 | Hitnotering: 27-11-1999 t/m 04-03-2000 | Hitnotering: 27-11-1999 t/m 04-03-2000 | Hitnotering: 27-11-1999 t/m 04-03-2000 | Hitnotering: 27-11-1999 t/m 04-03-2000 | Hitnotering: 27-11-1999 t/m 04-03-2000 | Hitnotering: 27-11-1999 t/m 04-03-2000 | Hitnotering: 27-11-1999 t/m 04-03-2000 | Hitnotering: 27-11-1999 t/m 04-03-2000 | Hitnotering: 27-11-1999 t/m 04-03-2000 | Hitnotering: 27-11-1999 t/m 04-03-2000 | Hitnotering: 27-11-1999 t/m 04-03-2000 |
| Week:                                  | 1                                      | 2                                      | 3                                      | 4                                      | 5                                      | 6                                      | 7                                      | 8                                      | 9                                      | 10                                     | 11                                     | 12                                     | 13                                     | 14                                     |                                        |
| -------------------------------------- | -------------------------------------- | -------------------------------------- | -------------------------------------- | -------------------------------------- | -------------------------------------- | -------------------------------------- | -------------------------------------- | -------------------------------------- | -------------------------------------- | -------------------------------------- | -------------------------------------- | -------------------------------------- | -------------------------------------- | -------------------------------------- | -------------------------------------- |
| Positie:                               | 12                                     | 8                                      | 8                                      | 2                                      | 1                                      | 1                                      | 1                                      | 2                                      | 4                                      | 10                                     | 15                                     | 21                                     | 25                                     | 40                                     | uit                                    |

### NederlandseSingle Top 100
| Hitnotering: 27-11-1999 t/m 08-04-2000 | Hitnotering: 27-11-1999 t/m 08-04-2000 | Hitnotering: 27-11-1999 t/m 08-04-2000 | Hitnotering: 27-11-1999 t/m 08-04-2000 | Hitnotering: 27-11-1999 t/m 08-04-2000 | Hitnotering: 27-11-1999 t/m 08-04-2000 | Hitnotering: 27-11-1999 t/m 08-04-2000 | Hitnotering: 27-11-1999 t/m 08-04-2000 | Hitnotering: 27-11-1999 t/m 08-04-2000 | Hitnotering: 27-11-1999 t/m 08-04-2000 | Hitnotering: 27-11-1999 t/m 08-04-2000 | Hitnotering: 27-11-1999 t/m 08-04-2000 | Hitnotering: 27-11-1999 t/m 08-04-2000 | Hitnotering: 27-11-1999 t/m 08-04-2000 | Hitnotering: 27-11-1999 t/m 08-04-2000 | Hitnotering: 27-11-1999 t/m 08-04-2000 | Hitnotering: 27-11-1999 t/m 08-04-2000 | Hitnotering: 27-11-1999 t/m 08-04-2000 | Hitnotering: 27-11-1999 t/m 08-04-2000 | Hitnotering: 27-11-1999 t/m 08-04-2000 | Hitnotering: 27-11-1999 t/m 08-04-2000 |
| Week:                                  | 1                                      | 2                                      | 3                                      | 4                                      | 5                                      | 6                                      | 7                                      | 8                                      | 9                                      | 10                                     | 11                                     | 12                                     | 13                                     | 14                                     | 15                                     | 16                                     | 17                                     | 18                                     | 19                                     |                                        |
| -------------------------------------- | -------------------------------------- | -------------------------------------- | -------------------------------------- | -------------------------------------- | -------------------------------------- | -------------------------------------- | -------------------------------------- | -------------------------------------- | -------------------------------------- | -------------------------------------- | -------------------------------------- | -------------------------------------- | -------------------------------------- | -------------------------------------- | -------------------------------------- | -------------------------------------- | -------------------------------------- | -------------------------------------- | -------------------------------------- | -------------------------------------- |
| Positie:                               | 13                                     | 7                                      | 6                                      | 4                                      | 1                                      | 1                                      | 2                                      | 2                                      | 4                                      | 9                                      | 13                                     | 15                                     | 21                                     | 34                                     | 43                                     | 55                                     | 61                                     | 68                                     | 81                                     | uit                                    |

### VlaamseUltratop 50
| Hitnotering: 29-01-2000 t/m 04-03-2000 | Hitnotering: 29-01-2000 t/m 04-03-2000 | Hitnotering: 29-01-2000 t/m 04-03-2000 | Hitnotering: 29-01-2000 t/m 04-03-2000 | Hitnotering: 29-01-2000 t/m 04-03-2000 | Hitnotering: 29-01-2000 t/m 04-03-2000 | Hitnotering: 29-01-2000 t/m 04-03-2000 | Hitnotering: 29-01-2000 t/m 04-03-2000 |
| Week:                                  | 1                                      | 2                                      | 3                                      | 4                                      | 5                                      | 6                                      |                                        |
| -------------------------------------- | -------------------------------------- | -------------------------------------- | -------------------------------------- | -------------------------------------- | -------------------------------------- | -------------------------------------- | -------------------------------------- |
| Positie:                               | 43                                     | 38                                     | 39                                     | 50                                     | 49                                     | 49                                     | uit                                    |

### NPO Radio 2 Top 2000
| Nummer met noteringen in de NPO Radio 2 Top 2000 | '02 | '03 | '04 | '05 | '06 | '07 | '08 | '09 | '10 | '11 | '12 | '13 | '14  | '15 | '16  | '17  | '18  | '19  | '20  |
| ------------------------------------------------ | --- | --- | --- | --- | --- | --- | --- | --- | --- | --- | --- | --- | ---- | --- | ---- | ---- | ---- | ---- | ---- |
| Binnen                                           | 415 | 342 | 161 | 187 | 251 | 346 | 251 | 282 | 652 | 747 | 577 | 846 | 1041 | 909 | 1334 | 1413 | 1285 | 1274 | 1910 |

1. ↑  Een vetgedrukt getal geeft de hoogste notering aan.
2. ↑  2002 was het eerste jaar met een notering voor dit nummer.
3. ↑  Deze tabel is bijgewerkt tot en met de laatste editie (2024).

### JOE FM Hitarchief Top 2000
| "Binnen" | "Binnen" | "Binnen" | "Binnen" | "Binnen" |
| Jaar     | 2009     | 2010     | 2011     | 2012     |
| -------- | -------- | -------- | -------- | -------- |
| Positie  | 87       | 115      | 187      | 153      |